# کیرکل
کیرکل (به آلمانی: Kirkel) یک شهر در آلمان است که در زارلاند واقع شده‌است.

## خصوصیات
کیرکل ۳۱٫۳۸ کیلومترمربع مساحت دارد ۲۲۵-۳۸۱ متر بالاتر از سطح دریا واقع شده‌است.

## خواهرخوانده
شهرهای Mauléon و Torrox خواهرخوانده‌های کیرکل هستند.